# Being Black in Toronto
Being Black in Toronto ist eine kanadische Dokumentarfilmreihe, die 2020 von CBC übertragen wurde. Die Serie bestand aus sechs Kurzfilmen, die von Afrokanadiern aus Toronto produziert wurden.
Die sechs Kurzfilme, praktisch die Episoden der Serie heißen „YYZ“, „Joseph, Margaret & I“, „The Onyx Butterfly“, „Tallawah Abroad“, „Black Sun“ und „#BLACK“. Vier weitere Kurzfilme von Filmemachern aus Halifax wurden danach unter dem Titel Being Black in Halifax veröffentlicht.
Die Macher der Dokumentarfilmreihe gewannen 2021 den Canadian Screen Award in der Kategorie „Best Direction in a Documentary Series“.